# Цубои, Томоя
Томоя Цубои (англ. Tomoya Tsuboi; род. 25 марта 1996, Хамамацу, преф. Сидзуока, Япония) — японский боксёр-профессионал, выступающийв легчайшей весовой категории. Действующий чемпион WBO в Азиатско-Тихоокеанском регионе (2025—н.в)
Член национальной сборной Японии, чемпион мира (2021), бронзовый призёр Азиатских игр (2022), бронзовый призёр чемпионата Азии (2022), многократный победитель и призёр международных и национального первенств в любителях.

## Любительская карьера

### Чемпионат мира 2021 года
В начале ноября 2021 года, в Белграде (Сербия) стал чемпионом мира в категории до 54 кг. Там он в 1/16 финала победил по очкам единогласным решением судей (счёт: 5:0) боксёра из Италии Мануэля Каппаи, в 1/8 финала победил по очкам раздельным решением судей (счёт: 3:2) узбека Шахобиддина Зоирова, в четвертьфинале по очкам единогласным решением судей (счёт: 5:0) победил боксёра из Барбадоса Джабали Бриди, в полуфинале по очкам решением большинства судей (счёт: 4:1) победил французского боксёра Биллаля Беннама, и в финале единогласным решением судей (счёт: 5:0) победил казахстанского боксёра Махмуда Сабырхана.

### 2022—2023 годы
В ноябре 2022 года стал бронзовым призёром чемпионата Азии в Аммане (Иордания) в категории до 51 кг, где он в полуфинале по очкам (0:5) проиграл опытному казахстанскому боксёру Сакену Бибосынову.
В мае 2023 года, в Ташкенте (Узбекистан) участвовал на чемпионате мира в весе до 51 кг, где он в четвертьфинале соревнований по очкам раздельным решением судей (3:4) проиграл опытному узбеку Хасанбою Дусматову.

## Профессиональная карьера
Дебютировал в вечере 13 марта 2025 года в вечере объединительного боя Терадзи - Акуи. Соперником стал 26-летний таец Бунруеанг Файом (14-3). Во втором раунде Цубои нанес серию ударов от которой таец упал в угол. Рефери сразу остановил бой.
8 июня 2025 года в Токио (Япония) в андеркарде объединительного боя Накатани - Нишида встретился с 33-летним Ван Тао Траном (18-2, 10 КО) из Вьетнама. На кону боя стоял пояс чемпиона WBO Азиатско-Тихоокеанского региона. Бойцы занимали 1-е и 2-е место рейтинга региона. Бой продлился все отведенные 10-ть раундов и закончился единогласно: 98—92 и дважды 100—90 в пользу Цубои.